# Drilonereis longa
Drilonereis longa är en ringmaskart som beskrevs av Webster 1879. Drilonereis longa ingår i släktet Drilonereis och familjen Oenonidae.

## Underarter
Arten delas in i följande underarter:
- D. l. pacifica
- D. l. elisabethae